# Eurytoma longicauda
Eurytoma longicauda är en stekelart som beskrevs av Yang 1996. Eurytoma longicauda ingår i släktet Eurytoma och familjen kragglanssteklar. Inga underarter finns listade i Catalogue of Life.